# LiveArea
LiveArea™ 是索尼旗下PlayStation Vita所使用的一个图形用户界面。LiveArea支持奖杯并提供实时的留言板。它的前身是常见于PSP、PS3、Bravia电视、Xperia Play、蓝光播放器等多种索尼设备的XMB。

## 简介
LiveArea™是PlayStation Vita应用程序的首页画面